# Ria Tikini

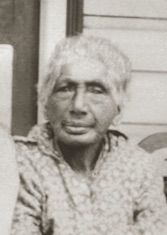
Ria Tikini
zwischen 1904 und 1919

Ria Tikini (* 1810 auf Ruapuke Island, Neuseeland; † 2. August 1919 in Puketeraki, Region Otago, Neuseeland) war eine neuseeländische Hebamme maorischer Abstammung und mit 109 Jahren zu der Zeit die älteste Frau Neuseelands.

## Leben
Ria Tikini wurde 1810 auf Ruapuke Island, zwischen der Südküste der Südinsel und Stewart Island/Rakiura gelegen, geboren und hatte ihre Wurzeln in den Stämmen der Ngāi Tahu und Ngāti Māmoe
Sie lebte in Puketeraki, einer kleinen Siedlung südlich der Mündung des Waikouaiti River in den Pazifischen Ozean und war mit Tikini Paha verheiratet.
Ria Tikini wurde in der Region um Karitāne, das an der Flussmündung liegt, als einflussreiche Tohunga, Heilerin und Hebamme bekannt sowie als clevere Geschäftsfrau, die Geflügel verkaufte. Sie erhielt deshalb auch den Spitznamen „Mrs. Chicken“. Sie arbeitete über viele Jahre zusammen mit Mere Harper, mit der sie ein Netzwerk für die Hilfe von stillenden Frauen schuf und für deren kleinen Kindern. Ihre Arbeit und die Zusammenarbeit mit dem Arzt Truby King war der Grundstein zur Schaffung der Plunket Society, die 1907 in Dunedin gegründet wurde.
Ria Tikini starb am 2. August 1919 in ihrem Heimatort Puketeraki.